# 韩有为
韩有为（1943年2月18日—），男，回族，宁夏平罗人，中华人民共和国政治人物，曾任宁夏回族自治区人大常委会副主任，第八、九届全国人大代表。